# Liste der Ehrenbürger von Olching
Die Ehrenbürgerwürde ist die höchste kommunale Auszeichnung der Stadt Olching.
Seit 1909 wurden 16 Personen zu Ehrenbürgern ernannt. In den im Zuge der kommunalen Neuordnung Bayerns zum 1. Mai 1978 eingemeindeten Orten Esting und Geiselbullach wurden ebenfalls Ehrenbürgerschaften verliehen.
Hinweis: Die Auflistung erfolgt chronologisch nach Datum der Zuerkennung.

## Ehrenbürger der Stadt Olching
1. Georg Nöscher (* 18. Januar 1871 in Oberheldenberg; † 19. November 1921 in Schönbrunn)
Expositus
Verleihung am 26. Juni 1909
Nöscher war von 1898 bis 1900 Expositus in Esting und im Anschluss von 1900 bis 1906 in Olching. Er förderte in besonderem Maße den Bau der Kirche und des Pfarrhofs sowie die Gründung der Pfarrei Olching. Später war er Direktor der Pflegeanstalt Schönbrunn.
2. Lorenz Rosenhuber (* 4. Juni 1856 in Niederching; † 7. Januar 1921 in Emmering)
Geistlicher Rat und Dekan
Verleihung 1914
Mehr als zwanzig Jahre, von 1899 bis 1921, war Rosenhuber Pfarrer in Emmering. Er war ein Förderer des Kirchenbaus in Olching.
3. Gabriel Buchhofer (* 6. Dezember 1849; † 28. Dezember 1925 in Olching)
Hauptlehrer
Verleihung 1923
Der Lehrer nahm als Organist und Gemeindeschreiber am Gemeinwesen teil. Als Förderer des Baus der neuen Pfarrkirche wurde er zum Ehrenbürger ernannt.
4. Friedrich Pfanzelt (* 24. August 1881 in Moosen/Vils; † 8. September 1958 in Dachau)
Prälat
Verleihung vor 1932
Pfanzelt war von 1913 bis 1917 Kaplan in Olching, danach von 1917 bis 1930 Pfarrer. Während dieser Zeit erhielt die Kirche ihre Ausmalung. Er initiierte die Gründung mehrerer Vereine und war Leiter des Gesangsvereins Harmonie.
5. Josef Tauscheck (* 18. September 1870 bei Passau; † 5. April 1950)
Bürgermeister a. D.
Verleihung 1948
Tauscheck war von 1919 bis 1933 und von 1945 bis 1946 Bürgermeister von Olching. Ihm wurde für seine sozialen Verdienste die Ehrenbürgerschaft verliehen.
6. Mathias Duschl (* 10. August 1916; † 29. August 1991 in Olching)
Landrat
Verleihung am 14. Juli 1967
Duschl war von 1952 bis zu seiner Wahl zum Landrat im Jahr 1964 Erster Bürgermeister von Olching.
7. Georg Handwerker (* 21. April 1902; † 22. Mai 1975)
Pfarrer
Verleihung am 14. Juli 1967
Handwerker wirkte von 1941 bis 1967 als Pfarrer in Olching.
8. Anton März sen. (* 5. Dezember 1895; † 3. März 1970)
Gemeinderat
Verleihung am 5. Dezember 1968
März gehörte von 1948 bis 1970 dem Gemeinderat von Olching an. Von 1952 an war er zudem Kreisrat. Er war Initiator des Volksfestes und setzte sich für den sozialen Wohnungsbau im Ort ein.
9. Rudolf Bögel (* 21. Januar 1898; † 19. September 1981)
Lehrer
Verleihung am 19. Januar 1978
Bögel war von 1936 bis 1963 Lehrer und Rektor in Olching. Anlässlich seines 80. Geburtstages wurde sein Einsatz für die Schüler und die Heimatforschung mit der Verleihung der Ehrenbürgerschaft gewürdigt.
10. Franz Haidacher (* 28. November 1915 in Pfraundorf; † 19. Juni 2009)
Bürgermeister
Verleihung am 27. November 1980
Haidacher war von 1964 bis 1978 Erster Bürgermeister von Olching. Die Ernennung zum Ehrenbürger erfolgte aus Anlass seines 65. Geburtstages.
11. Albert Leiss (* 13. Juni 1914; † 4. September 1987)
Gemeinderat
Verleihung am 27. November 1980
Leiss gehörte von 1952 bis 1978 dem Gemeinderat von Olching an. Er war Initiator der Städtepartnerschaft mit der französischen Gemeinde Feurs und später Verschwisterungsreferent. Mit der Verleihung der Ehrenbürgerschaft wurden auch sein soziales Engagement im Sozialdienst, im Ortswaisenrat und bei der Organisation von Hilfe für die Dritte Welt gewürdigt.
12. André Delorme (* 29. November 1926 in Saint-Étienne; † Datum unbekannt)
Unternehmer, Bürgermeister
Verleihung am 22. März 1983
Delorme war Bürgermeister der Partnerstadt Feurs.
13. Josef Drey (* 16. Februar 1914 in Dachau; † 13. Februar 1998 in Graßlfing)
Landwirt
Verleihung am 25. Oktober 1984
Drey war von 1948 bis 1950 und von 1964 bis 1967 Gemeinderat in Geiselbullach und im Anschluss von 1964 bis zur Auflösung der Gemeinde am 1. Mai 1978 Bürgermeister von Geiselbullach. Nach der Eingliederung der Gemeinde nach Olching im Zuge der kommunalen Neuordnung Bayerns war er von 1978 bis 1984 Dritter Bürgermeister.
14. Käthe Zeitler (* 8. April 1897 in Saliter/Weilheim; † 9. Juli 1992)

Verleihung 1985
Zeitler gründete 1936 die Frauenbereitschaft des Roten Kreuzes. Nach Ende des Zweiten Weltkriegs organisierte sie die Betreuung der Kriegsgefangenen im Lager Emmering. Für ihr soziales Engagement wurde sie zur Ehrenbürgerin ernannt.
15. Anton März jun. (* 6. Juli 1921; † 9. Oktober 2007)
Bürgermeister a. D.
Verleihung am 6. Juli 1990
März war von 1956 bis 1960 Dritter, von 1960 bis 1966 Zweiter, von 1966 bis 1978 Erster und von 1978 bis 1984 wieder Dritter Bürgermeister von Olching.
16. Josef Aicher (* 1933)
Missionar
Verleihung im Jahr 2007

## Ehrenbürger der Gemeinde Esting
1. Ludwig Reisberger (* 16. April 1855 in Isen; † 3. Februar 1931)
Dekorationsmaler
Verleihung 1925
Reisberger war Schriftleiter der Malerzeitung Die Mappe. Er lebte von 1900 bis zu seinem Tod in Esting.
2. Andreas Koller (* 1. Dezember 1844; † 4. Juli 1937 in Esting)
Landwirt
Verleihung vor 1930
Koller war von 1881 bis 1887 Bürgermeister von Esting.
3. Matthias Reischl (* 18. März 1876 in Esting; † 4. November 1961 in Esting)
Gastwirt
Verleihung am 18. März 1956
Reischl war 2. Bürgermeister der Gemeinde Esting.
4. Fritz Endres (* 6. Januar 1870; † 31. Juli 1956)
Ortschronist
Verleihung am 1. Juli 1956
Endres erwarb sich Verdienste um Neu-Esting. Von 1935 bis 1953 war er als Ortschronist von Esting tätig.
5. Franz Hagn (* 14. Dezember 1906 in Aschheim; † 16. November 1979)
Unternehmer
Verleihung am 14. Dezember 1976
Hagn führte in Esting seit 1928 eine Bauschreinerei und ab 1936 ein Transportunternehmen. Nach Zugehörigkeit zum Gemeinderat war er von 1945 bis 1948 Bürgermeister von Esting. Anlässlich seines 70. Geburtstages wurde er zum Ehrenbürger ernannt. Gewürdigt wurde sein mutiges Eintreten für den Ort in den letzten Tagen des Zweiten Weltkriegs und sein Engagement für die Gemeinde.

## Ehrenbürger der Gemeinde Geiselbullach
1. Heinrich Kaspar Schmid (* 11. September 1874 in Landau a.d.Isar; † 8. Januar 1953 in München)
Komponist
Verleihung 1949
Schmid war ab 1933 in Geiselbullach wohnhaft. Er erwarb sich große Verdienste um die Kirchenmusik.
2. Hans Schneitter (* 31. März 1882; † 10. Januar 1954)
Oberlehrer
Verleihung 1949
Schneitter war während des Dritten Reichs Jugendwart. Er war Leiter der Gemeindekanzlei und Standesbeamter.
3. Theodora Heigenmooser (* 1. April 1896; † 22. Oktober 1987)
Lehrerin
Verleihung am 1. April 1966
Heigenmooser war von 1926 bis 1953 Lehrerin in Geiselbullach und danach Schulleiterin. Mit der Verleihung der Ehrenbürgerschaft wurden ihre sozialen Verdienste gewürdigt.
4. Ernst Raadts (* 31. Juli 1901 in Serfenyösziget; † 18. September 1974 in Geiselbullach)
Landrat a. D.
Verleihung 1967
Raats war von 1947 bis 1964 Landrat. Er wurde für die Unterschutzstellung des Graßlfinger Mooses geehrt.